# Tåsjömasten
| Tåsjömasten          | Tåsjömasten                         |
| -------------------- | ----------------------------------- |
| Markhöjd             | 621 m ö.h.                          |
| Masthöjd             | 293m                                |
| FM-sändare           | 5x60 kW                             |
| Lokalradiostation    | SR Jämtland och SR Västerbotten     |
| Regionala tv-program | SVT: Mittnytt och Västerbottensnytt |
| Regionala tv-program | TV4: TV4 Mitt Jämtland              |
| Digital-TV           | MUX1: E37                           |
| Digital-TV           | MUX2: E40                           |
| Digital-TV           | MUX3: E51                           |
| Digital-TV           | MUX4: E41                           |
| Digital-TV           | MUX5: E50                           |
| Flygvarningshinder   | Vitt, roterande ljus                |
| FM-kanal             | Frekvens (MHz)                      |
| SR P1                | 89,9                                |
| SR P2                | 94,7                                |
| SR P3                | 97,5                                |
| SR P4 Jämtland       | 100,8                               |
| SR P4 Västerbotten   | 88,2                                |

Tåsjömasten är en 293, tidigare 325, meter meter hög radio- och TV-mast belägen på Tåsjöberget i Tåsjö socken nordväst om Hoting i Ångermanland och Jämtlands län.
Masten byggdes omkring 1963 som ersättning för en i juni 1961 färdigställd provisorisk station. Arbetet med den nya masten, som ersätter den gamla, påbörjades i slutet av 2017 och avslutades under sommaren 2018. 
Den hör tillsammans med en 71 meter hög mast från 1980-talet till Teracoms svenska marknät som en av 54 storstationer för TV och FM-radio. Digitala TV-sändningar från stationen startade 15 december 2005, och analoga slutade 16 april 2007.
Masten var en av fem lika höga master i Sverige:
- Älvsbynmasten i Älvsbyns kommun
- Bälshultsmasten utanför Emmaboda
- Lillhäradsmasten i Västerås
- Oskarsströmmasten utanför Halmstad